# رابطه همجنس‌گرایانه
یک رابطه همجنس‌گرایانه یک رابطه با شخصی از همان جنس است و می‌تواند شکل‌های مختلفی داشته باشد از رماتیک و جنسی, تا رابطه نزدیک غیرجنسی. این اصطلاح با همجنس‌گرایی گره خورده‌است. این روابط از نظر روانی برای همجنس‌گرایان معادل روابط دگرجنس‌گرایانه است.
این روابط فقط مستقیماً به معنی همجنس‌گرا بودن طرفین نیست. دوجنس‌گرایان, پان‌سکسوال‌ها, بی‌جنس‌گرایان و حتی بعضی از دگرجنس‌گرایان ممکن است درگیری اینگونه روابط شوند.